# Владимир Фармаковски
Владимир Фармаковски (Симбирск, 21. октобар 1880 — Београд, 5. јун 1954) био је машински инжењер, конструктор локомотива, универзитетски професор, оснивач и управник Машинског института Српске академије наука и њен први редовни члан из редова инжењера.

## Биографија
Владимир Фармаковски је рођен у Симбирску, Русија 8./21. октобар 1880. где је завршио основну школу. Матурирао је у Петровградској III гимназији 1898, а дипломирао је 1903. машинску технику на Технолошком институту у Петрограду. По дипломирању одслужио је двогодишњи војни рок у Руској ратној морнарици у Севастопољу најпре као млађи машински инжењер а од 1. јануара 1905. године у чину поручника.
Радио је у морнарици, индустрији и на железницама 1906. и 1907, затим као конструктор локомотива у Ханомагу (Хановер), па поново на железницама у Русији.
У периоду 1909—1920. је био доцент, а потом професор на Политехничком институту у Кијеву.
У Југославију долази 1920. и постао је хонорарни професор, а од 1928. редовни професор на Техничком факултету у Београду за локомотиве и парне котлове.
Био је оснивач, а од 1947. и управник Машинског института Српске академије наука и уметности као дописни члан, а 1948. је изабран за редовног члана САНУ.
Умро је у Београду, 5. јуна 1954. године, као пензионисани професор Универзитета у Београду. Сахрањен је на руском некропољу (поред Иверске капеле) на Новом гробљу у Београду.

## Признања
За свој дугогодишњи рад академик Владимир Фармаковски је добио следећа признања:
- Орден рада I Реда 1947, и
- Бројне плакете и захвалнице.

## Галерија
- Гроб академика Фармаковског поред Иверске капеле
- Надгробни споменик академика Фармаковског